# Feliciano Brizuela
Feliciano Brizuela Baez (17 luglio 1996) è un calciatore paraguaiano, attaccante dell'ABC.

## Caratteristiche tecniche
È un centravanti.

## Carriera
Cresciuto nel settore giovanile del 3 de Febrero, ha esordito in prima squadra l'11 febbraio 2018 disputando l'incontro di División Profesional pareggiato 1-1 contro il Cerro Porteño.
L'8 febbraio 2019 viene ceduto in prestito all'Avaí.

## Statistiche
Statistiche aggiornate al 12 maggio 2019.

### Presenze e reti nei club
| Stagione        | Squadra         | Campionato      | Campionato | Campionato | Coppe nazionali | Coppe nazionali | Coppe nazionali | Coppe continentali | Coppe continentali | Coppe continentali | Altre coppe | Altre coppe | Altre coppe | Totale | Totale | Totale |
| Stagione        | Squadra         | Comp            | Pres       | Reti       | Comp            | Pres            | Reti            | Comp               | Pres               | Reti               | Comp        | Pres        | Reti        | Pres   | Reti   |        |
| --------------- | --------------- | --------------- | ---------- | ---------- | --------------- | --------------- | --------------- | ------------------ | ------------------ | ------------------ | ----------- | ----------- | ----------- | ------ | ------ | ------ |
| 2018            | 3 de Febrero    | PD              | 41         | 6          |                 | -               | -               |                    | -                  | -                  |             | -           | -           | 41     | 6      |        |
| 2019            | Avaí            | PD/SC+A         | 10+3       | 2+1        | CB              | 1               | 0               |                    | -                  | -                  |             | -           | -           | 14     | 3      |        |
| Totale carriera | Totale carriera | Totale carriera | 54         | 9          |                 | 1               | 0               |                    | -                  | -                  |             | -           | -           | 55     | 9      |        |